# Cluzobra flabellifera
Cluzobra flabellifera är en tvåvingeart som beskrevs av Loïc Matile 1996. Cluzobra flabellifera ingår i släktet Cluzobra och familjen svampmyggor. Inga underarter finns listade i Catalogue of Life.